# Banksia epica
Banksia epica är en tvåhjärtbladig växtart som beskrevs av Alexander Segger George. Banksia epica ingår i släktet Banksia och familjen Proteaceae. Inga underarter finns listade i Catalogue of Life.